# Eberhard Vogel
Eberhard Vogel (* 8. April 1943 in Altenhain, Ortsteil von Frankenberg/Sachsen), geläufiger Spitzname „Matz“, ist ein ehemaliger deutscher Fußballspieler und -trainer. In der höchsten Spielklasse des DDR-Fußballs, der Oberliga, spielte er für den SC / FC Karl-Marx-Stadt und den FC Carl Zeiss Jena. Mit 440 Erstligaeinsätzen ist Vogel der Rekordspieler der DDR-Oberliga. Er absolvierte 74 Spiele für die DDR-Nationalelf.

## Sportliche Laufbahn

### Gemeinschafts- und Clubstationen
Vogel wuchs in der kleinen Ortschaft Niederwiesa nahe dem heutigen Chemnitz auf. Zunächst spielte er in der Niederwiesaer Schulmannschaft, schloss sich dann aber der SG Niederwiesa an. Von dort wurde er 1959 als Juniorenspieler zum Drittligisten SC Motor Karl-Marx-Stadt, dem späteren FC Karl-Marx-Stadt, delegiert. Nachdem er auch eine Lehre zum Schlosser abgeschlossen hatte, bestritt der 1,79 m große Stürmer in der Saison 1961/62 seine ersten Spiele in der Männermannschaft, die inzwischen in der zweitklassigen DDR-Liga spielte, und mit der er am Saisonende in die DDR-Oberliga aufstieg. Seinen Einstand in der Oberliga gab Vogel bereits am ersten Spieltag, 18. August 1962, in der Begegnung SC Motor – SC Aufbau Magdeburg. Nach dem 0:1-Rückstand sorgte Vogel mit seinem ersten Oberligator für den 1:1-Endstand. Mit 25 von 26 ausgetragenen Punktspielen gehörte er sofort zum Spielerstamm der Karl-Marx-Städter. 1967 wurde Vogel mit dem FCK DDR-Meister, wozu er mit 24 von 26 möglichen Punktspielen und fünf Toren beigetragen hatte. Nebenher absolvierte der gelernte Schlosser auch noch ein Fernstudium an der renommierten Leipziger Sporthochschule DHfK.
Als die Karl-Marx-Städter 1970 aus der Oberliga abstiegen, wechselte Vogel, der inzwischen Nationalspieler war, zum aktuellen DDR-Meister FC Carl Zeiss Jena. Auch in Jena war er sofort Stammspieler und wurde gleich in seiner ersten Saison mit elf Treffern bester Schütze der Jenaer. Dies gelang ihm bis 1980 in fünf weiteren Spielzeiten. 1972, 1974 und 1980 wurde er mit den Jenaern FDGB-Pokal-Sieger, absolvierte 47 Spiele im Europapokal und stand 1981 im Finale des Europapokals der Pokalsieger gegen Dynamo Tbilissi (1:2). Seine letzte Oberligasaison spielte Vogel als 39-Jähriger 1981/82 und kam noch einmal in 14 Punktspielen zum Einsatz. Zum letzten Mal stand er am 30. Mai 1982, dem 26. Spieltag, in der Begegnung FC Carl Zeiss – HFC Chemie (1:2) für 75 Minuten auf seiner Stammposition Linksaußen in der Oberligamannschaft.
Mit 440 Einsätzen ist Eberhard Vogel der Spieler mit den meisten Spielen im ostdeutschen Oberhaus. Insgesamt erzielte er 188 Tore, davon 70 Treffer in 198 Spielen für den FC Karl-Marx-Stadt und 118 Tore in 242 Spielen für den FC Carl Zeiss Jena. In der Liste der erfolgreichsten Torschützen der DDR-Oberliga belegt er den zweiten Platz nach Joachim Streich mit 229 Treffern. 1969 wurde Vogel als FCK-Spieler zum Fußballer des Jahres gewählt.

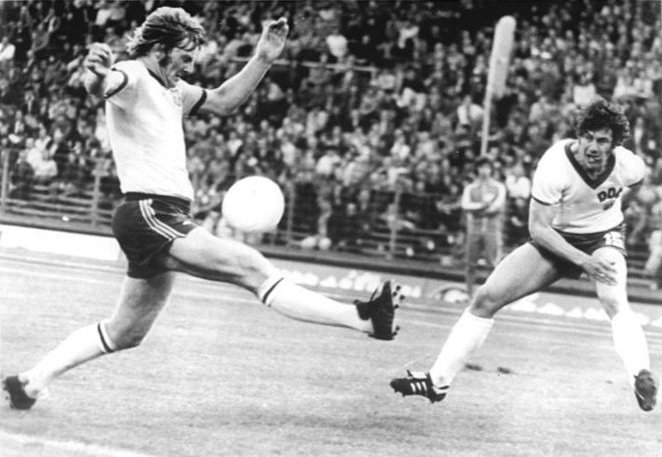
Vogel (rechts) 1974 im WM-Spiel DDR – Australien (2:0)

### Auswahleinsätze
Zwischen 1962 und 1963 bestritt Vogel vier Partien in der Nachwuchsnationalmannschaft des DFV. Außerdem wurde er 1963 in zwei Länderspielen der B-Nationalmannschaft eingesetzt.
Sein erstes Spiel in der A-Nationalmannschaft absolvierte er mit 19 Jahren als Linksaußenstürmer am 16. Dezember 1962 in Conakry gegen Guinea (3:2). Da diese Position jedoch vom Routinier Roland Ducke besetzt war, kam Vogel erst 14 Monate später wieder zu einem Länderspieleinsatz. Ab 1966 hatte er sich endgültig als Linksaußen des Nationalteams durchgesetzt. Bei der WM 1974 absolvierte er drei Spiele, fehlte aber wegen einer Verletzung beim denkwürdigen 1:0-Sieg über die DFB-Auswahl. Am 21. April 1976 spielte er in Cottbus gegen Algerien (5:0) das letzte Mal in der DDR-Auswahl. Insgesamt bestritt Vogel 74 Spiele für die A-Nationalelf und erzielte dabei 25 Treffer. Nach FIFA-Lesart sind für ihn 69 A-Länderspiele notiert.
Mit der Olympiaauswahl, für die zwischen 1964 und 1976 24 Einsätze bestritt, gewann er bei den Olympischen Spielen 1964 in Tokio und 1972 in der Bundesrepublik jeweils die Bronzemedaille. Legendär war sein Tor im Entscheidungsspiel der Olympiaqualifikation am 28. Juni 1964 in Warschau beim 4:1-Sieg gegen die Sowjetunion, als er in der 81. Minute mit dem linken Außenrist einen Eckball von links direkt verwandelte.

### Erfolge
- DDR-Meister 1967
- DDR-Pokalsieger 1972, 1974, 1980
- Olympische Bronzemedaille 1964 und 1972

## Trainerlaufbahn
Eberhard Vogel hatte während seiner Zeit als aktiver Fußballspieler das Sportlehrerdiplom erworben und war damit auch als Fußballtrainer qualifiziert. Nach Beendigung seiner Spielerlaufbahn übernahm der DDR-Fußballverband Vogel als Nachwuchstrainer.
In dieser Funktion konnte Vogel seine größten Erfolge als Trainer erreichen. Mit den DDR-Junioren wurde er 1986 Europameister, mit der U-20-Nationalmannschaft wurde er 1987 Weltmeisterschaftsdritter und die U-16-Auswahl wurde unter Vogel 1989 Vize-Europameister. Von 1989 bis 1990 war Vogel bei der A-Nationalmannschaft unter Eduard Geyer Assistenztrainer.
Nach der Auflösung des DDR-Fußballverbandes wurde Vogel Vereinstrainer. Nach Engagements als Amateurtrainer bei Borussia Mönchengladbach (1990/91) und dem 1. FC Köln (1991/92) übernahm er am 1. Juli 1992 das Traineramt beim Zweitligisten Hannover 96, der in der abgelaufenen Saison Platz fünf in der Nordstaffel erreicht hatte. Unter Vogels Führung bewegte sich 96 während der Saison 1992/93 nur knapp oberhalb der Abstiegsplätze und landete schließlich auf Rang neun. Als die Mannschaft am 15. Spieltag der folgenden Saison auf den 13. Tabellenplatz zurückgefallen waren, wurde Vogel am 6. November 1993 entlassen.
Vogel kehrte daraufhin zu seinem alten Klub FC Carl Zeiss Jena zurück, der inzwischen in der damals drittklassigen Regionalliga spielte. Er übernahm die Mannschaft am 5. Spieltag der Saison 1994/95 und führte sie zum Saisonende in die 2. Bundesliga. Dort erreichte seine Mannschaft als Neuling den 6. Platz. Als Jena im Frühjahr 1997 in akute Abstiegsgefahr geriet, wurde Vogel im Mai 1997 fünf Spieltage vor Saisonschluss erneut entlassen.
Es folgte ein einjähriges Zwischenspiel als Trainer des Fünftligisten VfB Pößneck (1996/97). Danach übernahm Vogel die einzige Auslandstätigkeit seiner Trainerlaufbahn als Nationaltrainer Togos. Auch hier blieb er von 1997 bis 1998 nur für ein Jahr, um danach ebenfalls jeweils nur für ein Jahr bis 2003 die unterklassigen Mannschaften des FSV Hoyerswerda (Oberliga), des 1. FC Magdeburg (Oberliga) und des Dresdner SC (Regionalliga) zu trainieren. Im DFB-Pokal 2000/01 sorgte er mit dem 1. FC Magdeburg für Aufsehen, als seine Mannschaft nacheinander gegen die Bundesligisten 1. FC Köln, FC Bayern München und Karlsruher SC gewann und erst im Viertelfinale am späteren Sieger FC Schalke 04 knapp mit 0:1 scheiterte. Seine letzte Trainerstation war der VfB Sangerhausen, wo er während der Spielzeiten 2004/05 und 2005/06 in der Verbandsliga Sachsen-Anhalt (5. Liga) tätig war.
Von Februar 2010 bis Juni 2011 unterstützte Vogel den Scoutingbereich beim FC Carl Zeiss Jena.

## Trivia
Eberhard Vogel ist mit der DDR-Meisterin von 1968 über 100 Meter, Angela Höhme, verheiratet. Sie haben zwei Söhne, Tino und André. Tino Vogel war unter anderem Trainer beim Chemnitzer FC und bei RB Leipzig. 
Noch mit 60 Jahren ging Eberhard Vogel mit der Traditionself des FC Carl Zeiss Jena auf Torejagd.
1996 wurde er vom FC Carl Zeiss Jena mit der Ehrennadel in Gold ausgezeichnet.